# Ensemble de Tokyo
L'Ensemble de Tokyo est un orchestre de chambre composé des meilleurs instrumentistes à cordes japonais et si nécessaire complété d'instruments à vent. C'est l'un des rares orchestres de chambre au monde qui peut se produire sans chef d'orchestre parce qu'en raison de répétitions intenses, l'Ensemble joue comme un quatuor à cordes. L'Ensemble de Tokyo n'est pas une institution à temps plein mais fonctionne sur une base de projet similaire au célèbre orchestre de chambre d'Europe. Une ou deux fois par an, les membres de l'Ensemble se retrouvent pour des séances de répétition ainsi que pour des concerts ou à l'occasion de tournées. 
Il n'existe que peu d'ensembles et orchestres de chambre au Japon. À l'exception du Tokyo String Quartet fondé aux États-unis, aucun ensemble de chambre japonais n'a obtenu de reconnaissance internationale. 
Fondé en 2001 par le violoniste et chef d'orchestre Jōji Hattori, l'Ensemble de Tokyo reçoit dès sa première année une invitation de la Fondation du Tokyo Opera City. Suivent rapidement d'autres représentations nationales et internationales dont une invitation à Séoul en 2002, une tournée au Portugal en juin 2003 en compagnie de la pianiste Maria João Pires, en Chine en 2005 et en août 2006, une tournée au Canada à l'invitation du festival de Vancouver.
À l'occasion du premier concert consacré au compositeur japonais Ikuma Dan, l'Ensemble a joué sa dernière œuvre Deux fragments en noir et jaune pour violon solo et quatuor à cordes.

## Source de la traduction
- (de) Cet article est partiellement ou en totalité issu de l’article de Wikipédia en allemand intitulé « Tokyo Ensemble » (voir la liste des auteurs).